# Гуляєва Ніна Іванівна
Ніна Іванівна Гуляєва (нар. 18 квітня 1931) — радянська і російська актриса театру і кіно. Народна артистка РРФСР (1969). Лауреат Державної премії РРФСР ім. К. С. Станіславського (1978). Лауреат низки вітчизняних творчих премій і почесної премії «Золота маска» (2020) — «За визначний внесок у розвиток театрального мистецтва».
  
Вдова Народного артиста СРСР В. М. Невинного. 

## Біографія
Ніна Гуляєва в 1954 році закінчила Школу-студію МХАТ (курс С. Блинникова і Г. Герасимова) і в тому ж році була прийнята в трупу Московського Художнього театру ім. Горького. Після розділу МХАТу в 1987 році стала актрисою МХТ ім. Чехова. 
У кіно знімалася з 1957 року. Дебютувала в короткометражному фільмі «Телеграма» — за оповіданням К. Г. Паустовського. Знімалася у фільмах: «Тільки три ночі» Г. Егіазарова, «У степовій тиші» С. Казакова, «Твій сучасник» Ю. Райзмана. 
Багато працювала на радіо і як актриса озвучення і дубляжу.
За роль бабусі Анни в спектаклі «Останній строк» (1977) була удостоєна Державної премії РРФСР імені Станіславського.
У 2008 та 2010 рр. удостоєна премії «Золота ліра» (Жіноче обличчя року. Творча еліта Москви), започаткованої Творчим центром ЮНЕСКО та редакцією театрального журналу «Планета Краса».
Двічі лауреат театральної премії газети «Московський комсомолець» у номінації „Найкраща жіноча роль другого плану“ (роль Марфи Тимофіївни у виставі «Дворянське гніздо» (2010); роль Бабусі у виставі «Білі ночі» (2020).
Лауреат почесної премії «Золота маска» («За визначний внесок у розвиток театрального мистецтва», 2020), глядацької премії «Зірка театралу» (номінація «Найкраща жіноча роль другого плану» — за роботу у виставі «Білі ночі», 2020). 

## Родина
- Ніна Гуляєва була одружена з актором Михайлом Горюновим (1932—1994).
- Другим шлюбом — за Народним артистом СРСР В'ячеславом Невинним (1934—2009); 
  - Син — Невинний В'ячеслав В'ячеславович (нар. 1965), актор МХТ імені А. П. Чехова. Заслужений артист Росії (2005);
    - онуки — Іветта (нар. 1993), Василиса (нар. 2001).

## Нагороди і премії
- Заслужена артистка РРФСР (1963)
- Народна артистка РРФСР (1969)
- Державна премія РРФСР імені К. С. Станіславського (1978) — за роль бабусі Анни в спектаклі «Останній строк» за повістю В. Г. Распутіна
- Орден Пошани (1998) — в зв'язку зі 100-річчям МХАТ.
- Орден «За заслуги перед Вітчизною» IV ступеня (2006) — в зв'язку з 75-річчям від дня народження
- Премія газети «Московський комсомолець» (2010) в номінації «Гвоздь сезону» — за роль Марфи Тимофіївни Пестової в спектаклі «Дворянське гніздо»
- Подяка Президента Російської Федерації (2011) — за великий внесок у розвиток вітчизняного театрального мистецтва і багаторічну творчу діяльність [1]
- Премія «Зірка театрала» журналу «Театрал» (2020) у номінації «Найкраща жіноча роль другого плану» — за роль Бабусі у спектаклі МХТ імені О. П. Чехова «Білі ночі» (реж. Айдар Заббаров)[2]
- Лауреат почесної премії «Золота маска» (2020) — «За визначний внесок у розвиток театрального мистецтва»[3]
- Орден «За заслуги перед Вітчизною» ІІІ ступеня (20.12.2021) — за великий внесок у розвиток вітчизняної культури та мистецтва, багаторічну плідну діяльність[4]

## Ролі в театрі
Зіграла близько 60 ролей, серед яких (рос.): 
- «Платон Кречет» А. Корнейчука (реж. И. Судаков, ввод 1954 г.) — Майка
- «За власть Советов» В. Катаева (реж. М. Кедров, 1954) – Галя Дружинина
- «Синяя птица» (реж. К. Станиславский, ввод 1955 г.) — Митиль
- «Ученик дьявола» Б. Шоу (реж. Г. Конский, 1957) – Эсси
- «Зимняя сказка» В. Шекспира (реж. М. Кедров, 1958) – принц Мамилий
- «Дорога через Сокольники» В. Раздольского (реж. В. Монюков, 1958) – Аллочка
- «Три толстяка» Ю. Олеши (реж. В. Богомолов, 1961) — Суок
- «Дом, где мы родились» П. Когоута (реж. В. Монюков, 1962) – Пётр,
- «Егор Булычов и другие» М. Горького (реж. Б. Ливанов, И. Тарханов, 1963) — Шурка
- «Я вижу солнце» Н. Думбадзе (Д. Алексидзе, 1964) – Хатиа
- «Дульсинея Тобосская» А. Володина (реж. О. Ефремов, 1971) — Санчика
- «Сталевары» Г. Бокарева (реж. О. Ефремов, 1972) — Зоя Самохина
- «Последний срок» В. Распутина (реж. В. Богомолов, 1977) — старуха Анна
- «Утиная охота» А. Вампилова (реж. О. Ефремов, 1978) — Валерия
- «Чайка» А. П. Чехова (реж. О. Ефремов) — Полина Андреевна
- «Тартюф» Мольера (реж. А. Эфрос, 1981) — Дорина
- «Серебряная свадьба» А. Мишарина (реж. О. Ефремов, 1985) — Устинья Карповна
- «Дядя Ваня» А. П. Чехова (реж. О. Ефремов) — Марина
- «Перламутровая Зинаида» М. Рощина (реж. О. Ефремов, 1987) — Колина жена,
- «Варвары» М. Горького (реж. О. Ефремов, 1989) — Притыкина
- «Горе от ума» А. С. Грибоедова (реж. О. Ефремов, 1992) — Графиня-бабушка
- «Блаженный остров» М. Кулиша (реж. Н. Шейко, 1993) — Ивдя
- «Женитьба» Н. В. Гоголя (реж. Р. Козак, 1997) — Арина Пантелеймоновна
- «И свет во тьме светит…» Л. Н. Толстого (реж. В. Долгачёв, 1999) — княгиня Черемшанова
- «Последняя жертва» А. Островского (реж. Ю. Ерёмин, 2003) — Михевна
- «Кошки-мышки» И. Эркеня (реж. Ю. Ерёмин, 2004) — Ержи Орбан
- «Тутиш» А. Торка (реж. М. Брусникина, 2007) — Хафиза
- «Дворянское гнездо» И. Тургенева (реж. М. Брусникина, 2009) — Марфа Тимофеевна Пестова
- «Деревне дураков» Н. Ключарёвой (реж. М. Брусникина, 2014) — бабка Фима
- «Белые ночи» Ф. М. Достоевского (реж. А. Заббаров, 2019) — Бабушка

«Театр націй»
- «Дядя Ваня» А. П. Чехова (реж. С. Брауншвейг, 2019) — Марина

## Фільмографія

### Акторські роботи
- «Телеграма» (1957, Манюшка)
- «У степовій тиші» (1959, Настя Ковшова (головна роль)
- «Інтерв'ю у весни» (1962, фільм-спектакль; Лялька (сцена зі спектаклю «Три товстуни»)
- «Тепер нехай йде» (1963, Фелісіті Кендл, онука художника)
- «Твій сучасник» (1967, Зойка)
- «Астронавти» (1968, фільм-спектакль)
- «Поема про сокиру» (1968, фільм-спектакль; Анна)
- «Тільки три ночі» (1969, Люба Єрмакова (головна роль)
- «Єгор Буличов та інші» (1969, фільм-спектакль; Олександра, молодша, побічна дочка)
- «Вороги» (1972, фільм-спектакль)
- «Останні» (1972, фільм-спектакль; Любов, донька Івана Коломійцева)
- «Солодкоголосий птах юності» (1978, фільм-спектакль; міс Люсі, коханка Босса Фінлі)
- «Три сестри» (1984, фільм-спектакль; Анфіса, нянька)
- «Тартюф» (1989, фільм-спектакль; Доріна, покоївка Маріани)
- «Одруження» (1997, фільм-спектакль; Аріна Пантелеймонівна)
- «Дядя Ваня. Сцени із сільського життя» (1998, фільм-спектакль; няня)
- «Чехов і Ко» (1998, фільм-спектакль, 5 серія «Папаша»; мамаша)

### Озвучування і дубляж
- «Дівчата із площі Іспанії» (1951, Лючія; Італія)
- «Три мішки хитрощів» (1954, мультфільм)
- «Три старти» (1955, Бася; Польща)
- «Золоті колоски» (1958, мультфільм; дівчинка Олеся)
- «Краса ненаглядна» (1958, мультфільм; Царівна)
- «Перша скрипка» (1958, мультфільм)
- «Викрадачі фарб» (1959, мультфільм; Розіта, рожева фарба)
- «Пригоди Буратіно» (1959, мультфільм; Буратіно)
- «Цибуліно» (1961, мультфільм; Цибуліно)
- «Пурпурові вітрила» (1961, Ассоль — роль Анастасії Вертинської)
- «Пастушка і сажотрус» (1965, мультфільм; Пастушка)
- «Гунан-Батор» (1965, мультфільм; Оюун)
- «Казка про царя Салтана» (1966, царівна Лебідь — роль Ксенії Рябінкіної)
- «Русалонька» (1968, мультфільм; Русалонька)
- «Капризна принцеса» (1969, мультфільм; Принцеса)
- «Казка розповідається» / рос. «Сказка сказывается» (1970, мультфільм; Василіса)
- «Чарівні окуляри» (1970, мультфільм, «Київнаукфільм», дубляж російською)
- «Руслан і Людмила» (1972, Людмила — роль Наталії Петрової)
- «Скарби затонулих кораблів» (1973, мультфільм)
- «Як гриби з горохом воювали» (1977, мультфільм; прекрасна царівна Білянка)
- «Зайченя і муха» (1977, мультфільм; Мама-зайчиха)
- «Пєкка» (1985, мультфільм)
- «Лев і дев'ять гієн» (1988, мультфільм; Гієна-Тітка)